# Eria minahassae
Eria minahassae är en orkidéart som beskrevs av Rudolf Schlechter. Eria minahassae ingår i släktet Eria och familjen orkidéer.
Artens utbredningsområde är Sulawesi. Inga underarter finns listade i Catalogue of Life.